# 1月にはChristmas
『1月にはChristmas』（いちがつにはクリスマス）は、岩館真理子原作の漫画および、それを原作としたOVA作品である。『週刊マーガレット』（集英社）1983年2・3合併号および4・5合併号に掲載された。

## 概要
クリスマスに辛い思い出のある女の子・立野瑞希と、青年・藤岡順正との、ひと時の出会いとふれあいと別れを描いた短編。舞台は東京都武蔵野市（OVA版で初出）。
1991年にOVA化された。監督は出﨑哲。
シンガーソングライターの岡崎律子が、初めてアニメの主題歌を自分の声で歌った作品である。主題歌（エンディングテーマ）『冬のないカレンダー』と、イメージソング『夜明けの青いソファー』は、1997年の岡崎のアルバム『Ritzberry Fields』にアレンジされて収録された。
本作は、林原めぐみと岡崎律子の出逢いの作品となった。主役の立野瑞希役に決まっていた林原めぐみがスタジオで擦れ違った際に、「この人が主題歌を歌うんだな」と思った人物が岡崎だった。林原はこの作品を通して岡崎を非常に気に入ったため、岡崎を大月俊倫に引き合わせており、以降数多くの楽曲提供を受けることになる。ラジオ『林原めぐみのTokyo Boogie Night』にて岡崎の死去が林原の口から初めて直接告知されたのは2004年5月15・16日放送分だが、林原はこの作品を引き合いに出していた。
同時に、林原が『新世紀エヴァンゲリオン』の綾波レイ役に抜擢されるきっかけになった作品でもある。当時の林原は『らんま1/2』の女らんま役や『スレイヤーズ』シリーズのリナ・インバース役に代表されるような、元気で闊達な少女役を主に演じることが多かったが、『新世紀エヴァンゲリオン』の監督である庵野秀明は本作のOVAを観てクールな綾波レイ役に林原を抜擢したという。

## あらすじ
クリスマス直前の雪の日。大学生・藤岡順正の隣家に、ひねくれた性格の女の子・立野瑞希が引っ越してきた。瑞希は言う。「クリスマスは嫌い」。彼女はなぜクリスマスが嫌いなのか？　なぜ大きな家に独りで暮らさねばならないのか？　クリスマス直後に事件が起き、瑞希の過去が明らかになる。

## 登場人物
声優はOVA版のもの。
立野瑞希（たての みずき）
声：林原めぐみ
本作の主人公の1人。パーマをかけたアッシュグレーの髪色の、小柄な女性。真っ赤な口紅を付けている。22歳。大学4年生だが、言動も容姿も中学生ぐらいにしか見えない。順正の隣の家に引っ越してくる。
「○○（特にクリスマス）は嫌い」と繰り返す、意地悪で無愛想な性格で周囲を困惑させる。その背景には、幼少時からの父親との確執がある。
藤岡順正（ふじおか じゅんしょう）
声：子安武人
本作の主人公の1人。ナレーションやモノローグも兼ねる。22歳の大学3年生で、住んでいる実家は寺。世衣子のことが好きだが、打ち明けられずにいる。
隣に引っ越してきた瑞希が気にかかり、いろいろと世話を試みるが、なかなかうまく行かずぶつかり合う。
柏木世衣子（かしわぎ せいこ）
声：日髙のり子
順正の2つ年上の幼馴染。24歳。順正が瑞希の面倒を見るのに協力する、優しい女性。苗字は原作でも記されず、OVAのパッケージで初出。
坊屋（ぼうや）
声：二又一成
順正のバイト先の同僚。
順正の父 - 閑照（かんしょう）
声：藤本譲
寺の住職。名前はOVAで初出。
手紙の声
声：堀勝之祐
瑞希を養女に迎えようとしている男性。冒頭の手紙を読み上げる声だけで、姿は描かれない。

## OVA
『1月にはChristmas』
1991年11月21日発売　収録時間：45分
発売元：フォーライフ・レコード、メディアリング
購入特典：サントラの項目参照
LD版：FLLF-88114
LD初回特典：岩館真理子描きおろし特製クリスマスカード（カラーのカード1枚と封筒のセット）が封入
VHS版：FLVF-88114
現在は廃盤となっており、DVD版やBlu-ray版の発売も予定されていない。加えて、岡崎の声が主題歌として起用された初のアニメーション作品ということもあって岡崎のファンを中心に人気が高く、VHS版・LD版ともに非常に入手困難な品となっている。

### 声の出演
- 立野瑞希：林原めぐみ
- 藤岡順正：子安武人
- 柏木世衣子：日高のり子
- 坊屋：二又一成
- 藤岡閑照：藤本譲
- 手紙の声：堀勝之祐
- 石野竜三、石田彰、真殿光昭、真山惠衣、石桃子

### スタッフ
- プロデューサー：久保真、加藤亮一、四分一節子
- 企画：積惟文、嵯峨芳春、出崎哲
- 監督：出崎哲
- 脚本・絵コンテ：胡桃野蛍樹
- キャラクターデザイン・作画監督：小林ゆかり
- 演出：棚橋一徳
- 美術監督：東條俊寿
- 撮影監督：小澤次雄
- 編集：渡瀬祐子、セイードまゆみ（井上編集室）
- 音楽：川崎真弘
- 音楽ディレクター：高田裕之
- 音楽制作協力：天翔陽子
- 音楽制作：フォーライフ・レコード
- 音響監督：宇井孝司
- 録音スタジオ：東京テレビセンター
- 音響製作：オムニバスプロモーション
- 制作進行：藏田栄一、井上泰浩
- 企画協力：井上博明
- ENDING協力　撮影：岡崎英夫　／　資料提供：㈱カミカ
- タイトル：マキ・プロ
- 現像所：東京現像所
- 製作：メディアリング、フォーライフ・レコード、マジックバス
- 発売元：株式会社フォーライフ・レコード、株式会社メディアリング

### 主題歌
主題歌「冬のないカレンダー」
作詞 - 田久保真見  / 作曲 - 羽田一郎 / 編曲 - 京田誠一 / 歌 - 岡崎律子
挿入歌「祈るように君を抱く」
作詞 - 田久保真見 / 作曲 - 石上智明 / 編曲 - 京田誠一 / 歌 - 比山貴咏史
順正が世衣子に告白するシーンでBGMとして使用される。

## 音楽作品情報
『ORIGINAL SOUNDTRACK 1月にはChristmas』
CD：FLCF-30114
発売元：フォーライフ・レコード　販売元：ポニーキャニオン販売
初回特典：岩館真理子描きおろしB2オリジナルポスター
購入特典：オリジナルセル画を500名にプレゼント。OVAの応募券（LDかVHSのいずれか1枚）と、サントラの応募券の、計2枚を送ると抽選でもらえた。
ジャケットイラストはLDやVHSのパッケージと異なり、チェックのコートを着た瑞希のイラスト。
全15曲を収録。うちボーカル曲は収録順に、イメージソング『夜明けの青いソファー』（OVA本編には使用されていない）、挿入歌『祈るように君を抱く』、主題歌（エンディングテーマ）『冬のないカレンダー』の3曲。BGMの各トラックの冒頭または末尾には、劇中の名シーンのセリフが収録されている（BGM部分との被りはない）。話者は、瑞希、順正、世衣子のいずれか。
本サウンドトラックに収録されている『冬のないカレンダー』は、OVAで使用されているバージョンとは曲の終わり方が異なる。OVAでは最後に岡崎律子のコーラスが無く、イントロの旋律に戻って完結する。本サントラでは、岡崎律子のコーラスが8小節入りながらフェードアウトする。
現在は廃盤であり、上述の映像作品であるOVAのVHS版・LD版と同様に入手困難な品となっている。

## 収録書誌情報
『1月にはChristmas』
集英社マーガレットコミックス 全1巻
集英社 1984年4月1日発行 ISBN 4-08-850838-6
表題作と、『赤い淡い夜がすき』を収録。表紙は瑞希のカラーイラスト。
『1月にはChristmas（集英社カセット16コミックシリーズ）』
集英社 1989年1月発行 ISBN 4-08-901016-0
『えんじぇる/1月にはChristmas/赤い淡い夜がすき』
集英社ガールズコミックス（SGコミックス）
集英社 1991年10月9日発行 ISBN 4-08-855079-X
『赤い淡い夜が好き』
集英社 1998年9月23日発行 ISBN 4-08-617237-2
文庫版。『1月にはChristmas』と『赤い淡い夜が好き』を収録。